# Маунт-Голлі (Нью-Джерсі)
Маунт-Голлі (англ. Mount Holly) — селище (англ. village) в США, в окрузі Берлінгтон штату Нью-Джерсі. Населення — 9981 особа (2020).

### Клімат
| Клімат : Маунт-Голлі    | Клімат : Маунт-Голлі | Клімат : Маунт-Голлі | Клімат : Маунт-Голлі | Клімат : Маунт-Голлі | Клімат : Маунт-Голлі | Клімат : Маунт-Голлі | Клімат : Маунт-Голлі | Клімат : Маунт-Голлі | Клімат : Маунт-Голлі | Клімат : Маунт-Голлі | Клімат : Маунт-Голлі | Клімат : Маунт-Голлі | Клімат : Маунт-Голлі |
| Показник                | Січ.                 | Лют.                 | Бер.                 | Квіт.                | Трав.                | Черв.                | Лип.                 | Серп.                | Вер.                 | Жовт.                | Лист.                | Груд.                | Рік                  |
| Середній максимум, °C   | 4,4                  | 6,4                  | 11,1                 | 17,2                 | 22,8                 | 27,7                 | 30,3                 | 28,9                 | 25,1                 | 18,9                 | 13,1                 | 6,8                  | 17,7                 |
| Середня температура, °C | 0,0                  | 1,4                  | 5,8                  | 11,3                 | 16,6                 | 21,7                 | 24,3                 | 23,1                 | 18,9                 | 12,8                 | 7,8                  | 2,2                  | 12,2                 |
| Середній мінімум, °C    | −4,4                 | −3,5                 | 0,5                  | 5,3                  | 10,3                 | 15,6                 | 18,4                 | 17,2                 | 12,8                 | 6,8                  | 2,5                  | −2,4                 | 6,6                  |
| Норма опадів, мм        | 73                   | 71                   | 112                  | 94                   | 103                  | 113                  | 121                  | 119                  | 102                  | 83                   | 87                   | 95                   | 1174                 |
| ----------------------- | -------------------- | -------------------- | -------------------- | -------------------- | -------------------- | -------------------- | -------------------- | -------------------- | -------------------- | -------------------- | -------------------- | -------------------- | -------------------- |
| Джерело:                |                      |                      |                      |                      |                      |                      |                      |                      |                      |                      |                      |                      |                      |

## Демографія
Згідно з переписом 2010 року, у селищі мешкало 9536 осіб у 3456 домогосподарствах у складі 2262 родин. Було 3861 помешкання
Расовий склад населення:
| - 65,6 % — білих - 23,1 % — чорних або афроамериканців - 1,5 % — азіатів - 0,4 % — корінних американців - 0,1 % — вихідців з тихоокеанських островів - 4,3 % — осіб інших рас |

До двох чи більше рас належало 5,1 %. Частка іспаномовних становила 12,7 % від усіх жителів.
За віковим діапазоном населення розподілялося таким чином: 23,5 % — особи молодші 18 років, 65,4 % — особи у віці 18—64 років, 11,1 % — особи у віці 65 років та старші. Медіана віку мешканця становила 36,3 року. На 100 осіб жіночої статі у селищі припадало 102,8 чоловіків;  на 100 жінок у віці від 18 років та старших — 100,1 чоловіків також старших 18 років.
Середній дохід на одне домашнє господарство  становив 82 298 доларів США (медіана — 58 884), а середній дохід на одну сім'ю — 103 849 доларів (медіана — 78 321). Медіана доходів становила 48 205 доларів для чоловіків та 41 214 долари для жінок. За межею бідності перебувало 10,6 % осіб, у тому числі 14,4 % дітей у віці до 18 років та 8,7 % осіб у віці 65 років та старших.
Цивільне працевлаштоване населення становило 4102 особи. Основні галузі зайнятості: освіта, охорона здоров'я та соціальна допомога — 26,5 %, роздрібна торгівля — 16,4 %, публічна адміністрація — 9,8 %, мистецтво, розваги та відпочинок — 9,8 %.

## Відомі особистості
В поселенні народився:
- Ед Гіллеспі (* 1961) — американський політик.